# Delias denigrata
Delias denigrata är en fjärilsart som beskrevs av James John Joicey och Talbot 1927. Delias denigrata ingår i släktet Delias och familjen vitfjärilar. Inga underarter finns listade i Catalogue of Life.